# Boínder

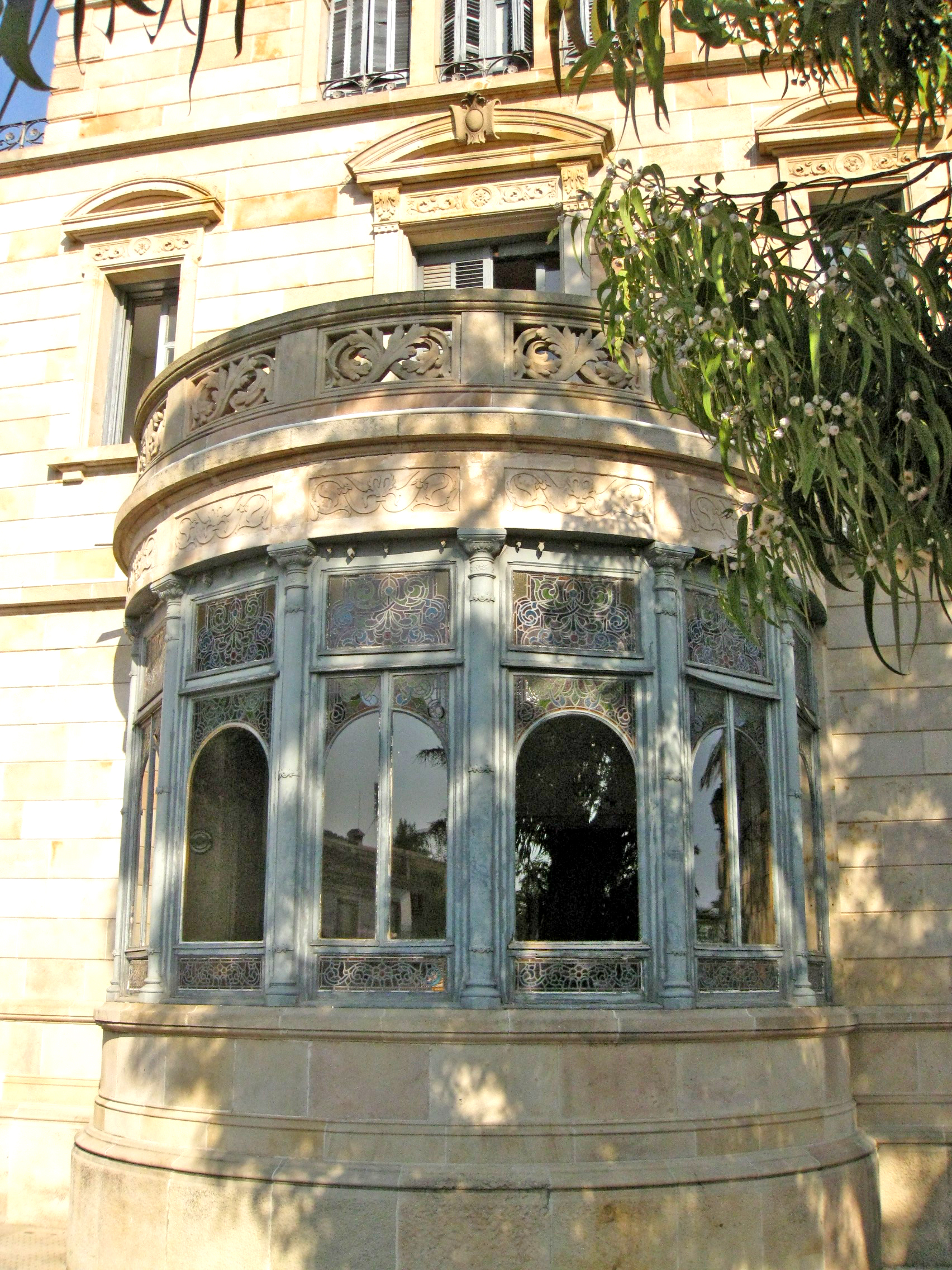
Boínder a la casa Marsans de Barcelona, de 1907, actual alberg juvenil Mare de Déu de Montserrat

Un boínder o tribuna és un balcó cobert de finestres o vidrieres pels tres costats que surt fora de l'edifici amb l'objectiu inicial de crear espai i lluminositat en una sala de l'interior. Van aparèixer al Regne Unit durant el segle xviii, van ser especialment populars als anys 70 d'aquell segle i, posteriorment, els dos darrers terços del segle xix, i constitueixen un element típic de l'arquitectura victoriana.
Durant el segle xviii (1713-1756, 1763-1782 i 1798-1802), l'illa de Menorca va estar dominada pels britànics, que hi van deixar com a llegat construccions (fortificacions, torres de defensa, el fort de Marlborough, l'hospital de l'illa del Rei, l'aljub des Mercadal, etc.) i elements arquitectònics propis de la moda i els usos anglesos de l'època, com les finestres amb tancament de guillotina i els balcons afinestrats.
A aquests darrers, els britànics els anomenaven bay-windows, finestres en forma de badia. Habitualment eren de planta poligonal (rectangle o trapezi), tot i que de vegades podien tenir forma d'arc de circumferència, i en aquest cas es deien bow-windows. D'aquest mot ha derivat la paraula menorquina "boínder".

## Eficiència energètica

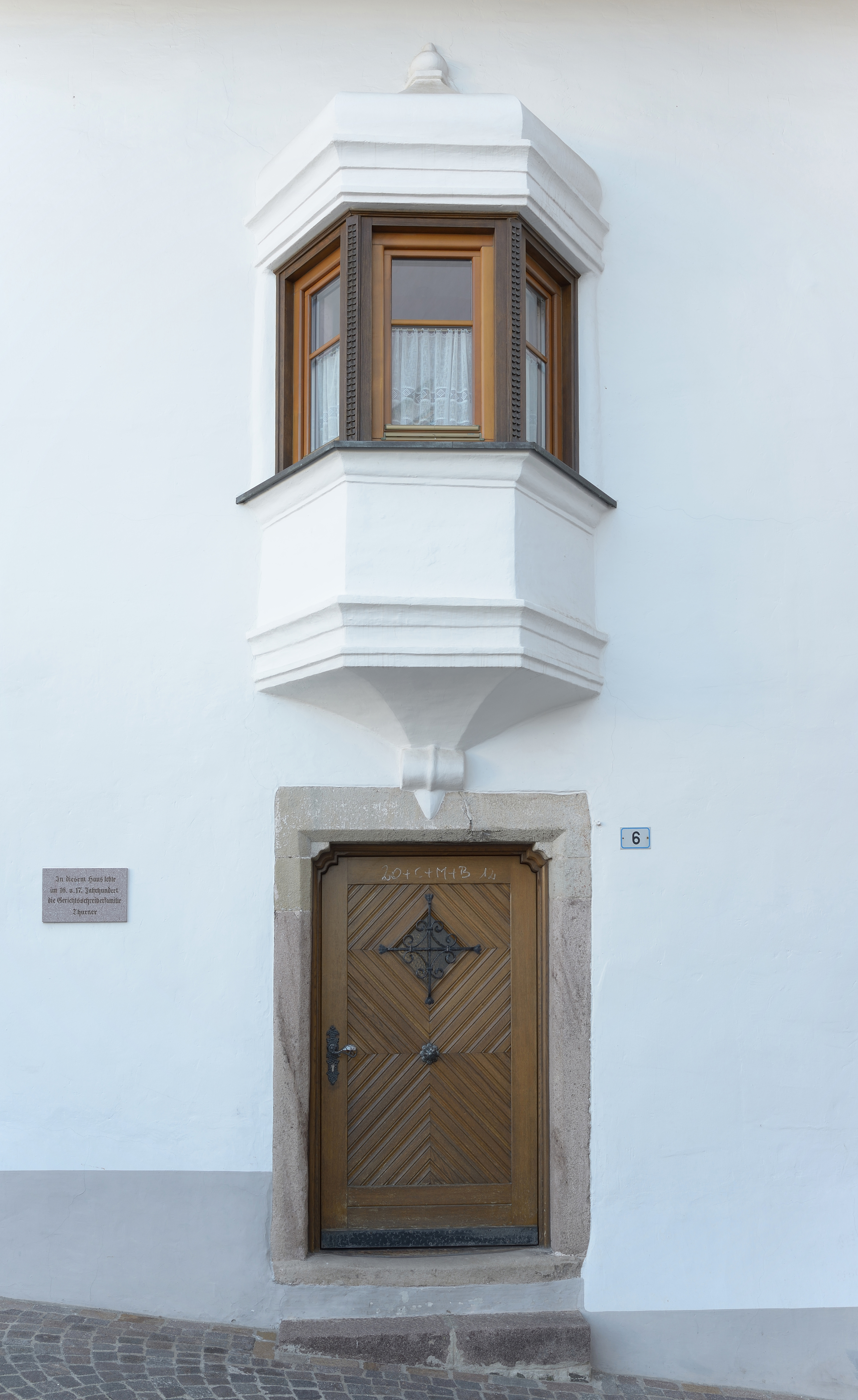
Intent d'integrar un boínder a l'arquitectura i el clima mediterranis

Aquest element arquitectònic té sentit i utilitat pràctica a la Gran Bretanya a conseqüència del clima i la latitud, però, en canvi, no s'adapta gens a la zona mediterrània. L'ús d'aquests finestrals, així com dels mobles que encara avui dia es fabriquen i es fan servir a Menorca, responia a la necessitat emocional d'incorporar elements de la cultura britànica, en un principi pels mateixos britànics nouvinguts a l'illa. Això també va passar en alguns indrets d'Itàlia sota dominació britànica, on s'anomenen finestra a bovindo.
Les finestres que s'adapten millor al clima balear, i al mediterrani en general, són les corresponents a l'arquitectura tradicional illenca, petites per mantenir la frescor a l'estiu. L'alçada a la qual es troben les finestres tradicionals i les seves dimensions, tenint en compte el gruix de les parets, permeten que els raigs de sol, a l'estiu, quan són més perpendiculars a terra i, per tant, paral·lels a les parets, no entrin a dins de la casa, mentre que a l'hivern, quan són més diagonals, entrin a l'interior, i escalfin i aportin lluminositat. Aquest mateix principi és el que s'usa en la paret de Trombe.
El Código Técnico de Edificación espanyol de 2007 considera el mur de Trombe una font d'energia solar passiva per mantenir la temperatura desitjada a dins d'un edifici. D'altra banda, menciona els "invernaderos adosados", que descriu com a balcons de finestres i que considera una bona manera d'aconseguir llum i calor del sol de forma passiva en llocs amb climes freds (clima continental). Per exemple, a Espanya són típics a Vitòria.